# Apocalypse Clown
Apocalypse Clown es una película de comedia irlandesa de 2023. Ambientada durante un corte de electricidad en Irlanda, sigue al payaso deprimido Bobo (David Earl), la payaso estilo película de terror Funzo (Natalie Palamides), el payaso de circo The Great Alphonso (Ivan Kaye), el mimo Pepe (Fionn Foley) y la escritora de clickbait Jenny (Amy De Bhrún).
La película fue escrita por el grupo de comedia Dead Cat Bounce y dirigida por George Kane; anteriormente trabajaron juntos en el falso documental de 2012 Discoverdale. Se filmó en Dublín, Kildare y el condado de Wicklow durante tres semanas con un presupuesto reducido. Tras ganar el premio a la Mejor Película Irlandesa en el Galway Film Fleadh, se estrenó en cines el 1 de septiembre de 2023. Los críticos elogiaron la actuación del reparto, particularmente de Palamides, pero tuvieron opiniones encontradas sobre la escritura y la comedia.

## Sinopsis
En Dublín, Bobo intenta hacer un acto como payaso ante los niños en un hospital después de haber sido despedido, mientras dos estatuas vivientes entran en conflicto con Funzo, un payaso que ahuyenta a los niños, y Pepe es atacado por su ídolo Jean Ducocque después de su acto de mimo. Después de la muerte de Ducocque, a Jenny, una escritora de una publicación de clickbait, se le asigna la tarea de cubrir el funeral, después de que su oficina se burlara de ella por haber tenido una aventura de una noche con Bobo. En el funeral en Naherbawn, Jenny rechaza las insinuaciones de Bobo, un payaso llamado El Gran Alphonso anuncia su regreso a la televisión y estalla la violencia entre las estatuas y Funzo. Los asistentes son encarcelados, pero escapan cuando una erupción solar provoca un corte de energía generalizado.
Al viajar en un coche de payasos, Alphonso se burla del diseño de la infancia de Bobo de un peligroso truco de payaso de tres personas. Llegan a un puesto de perros calientes y se enteran del caos que se ha desatado tras el apagón. El grupo pasa la noche en una comuna en el bosque hasta que su desastroso espectáculo de payasos es interrumpido por la llegada de las estatuas. Alphonso secuestra a Jenny y la lleva con un conocido suyo que es un teórico de conspiraciones, Tim, quien afirma haber predicho la llamarada. Jenny quiere usar el transmisor de Tim y el mástil de la torre del circo de Alphonso para transmitir un informe de noticias. Mientras tanto, los otros payasos chocan su coche y caminan por un terreno árido. Con la moral baja, Funzo describe cómo roció accidentalmente a personas con líquido para encendedores cuando era niña. Funzo, Bobo y Pepe acuerdan dejar de vestirse de payasos y utilizar sus nombres reales: Janet, Ken y Dean, respectivamente. Queman su ropa.
Alphonso y Jenny llegan al circo y Alphonso se gana a unos niños acosadores para que trabajen para él. Encarcela a Jenny a menos que ella acepte ser su asistente. Después de reclutar a Tim, Janet, Ken y Dean idean un plan para burlar a los niños, pero son capturados inmediatamente cuando Janet lanza una bengala demasiado pronto. Tim revela que Alphonso ahogó a su hermano en gunge después de que su hermano insultara su programa, Alphonso's Fun Club.
Durante la actuación televisada de Alphonso, Funzo, Bobo y Pepe adoptan nuevamente a sus personajes de payaso para realizar el truco que Bobo diseñó cuando era niño. Las estatuas llegan y retienen a Alphonso, Funzo ataca y Bobo y Tim ahogan a Alphonso en un pozo de gunge. Los payasos instalaron el transmisor para el informe de noticias de Jenny, donde ella comienza a describir una gran conspiración que involucra a lagartos pedófilos que venden ADN recolectado a China. Ella es interrumpida por el regreso de la energía eléctrica. En el entierro de Ducocque, después de que la sociedad ha vuelto a la normalidad, Jenny vuelve a rechazar a Bobo y Funzo, Bobo y Pepe acuerdan formar una compañía.

## Reparto
- David Earl como Bobo, un exanimador infantil y alcohólico sin hogar deprimido.[1][2][3]
- Natalie Palamides como Funzo, una payasa al estilo de una película de terror con un ambiguo acento europeo que, sin querer, aterroriza a los demás con sus actuaciones de «payaso callejero».[1][2][4]
- Ivan Kaye como The Great Alphonso, un artista de circo egoísta y expayaso de televisión.[1]
- Fionn Foley como Pepe, un mimo arrogante, de formación clásica pero sin talento.[1][2]
- Amy De Bhrún como Jenny Malone, una reportera con ambiciones más allá del medio de clickbait en el que trabaja.[2]

## Producción
La película fue escrita por miembros del grupo de comedia Dead Cat Bounce: Demian Fox, Shane O'Brien y James Walmsley. George Kane, cuyo trabajo anterior fue en la comedia televisiva británica, fue el director y coguionista. Dead Cat Bounce se formó en el Trinity College Dublin y anteriormente había actuado como banda. En 2012 lanzaron un falso documental, Discoverdale, que se rodó pocas semanas después de su concepción. El falso documental vio a la banda recorrer Europa en busca de David Coverdale, quien según Walmsley era su padre.
Inicialmente, la historia vio a los personajes principales viajar a África con Payasos Sin Fronteras, una idea sugerida por Walmsley a principios de la década de 2010, pero la pandemia de COVID-19 provocó un cambio de ideas. Kane se inspiró en las películas de Roland Emmerich. Analizó que los personajes «no pueden desprenderse de una profesión» que se convierte en su identidad, aunque «no necesariamente han nacido para ello». Dijo que la falta de participación de los estudios cinematográficos permitió referencias culturales específicas en el guion, como una mención a Rolf Harris.
El rodaje tuvo lugar durante 23 días en Dublín, Kildare y elcondado de Wicklow, Irlanda. Según Kane, el presupuesto rondaba los 2 millones de dólares. A pesar de este bajo presupuesto, Kane pretendía crear una «comedia teatral grande y amplia» con acción y aventuras, «ubicaciones texturizadas» y una banda sonora significativa. Los problemas prácticos provocaron limitaciones en el rodaje. El primer día fue necesario filmar todas las escenas en Naherbawn, ya que solo pudieron cerrar el centro de la ciudad durante un día. El rodaje forestal en una tienda de campaña tuvo que finalizar en un día debido a las fuertes lluvias. Earl contrajo COVID-19 durante la producción, lo que llevó al uso de un doble de cuerpo para las escenas de circo.
Apocalypse Clown fue una coproducción de Fastnet Films, Namesake Films y Umedia, con Morgan Bushe y James Dean como productores. Debutó en Galway Film Fleadh el 14 de julio de 2023, seguido de una aparición en el Fantastia Festival, Montreal, y se estrenó en cines el 1 de septiembre de 2023. La película fue estrenada por Vertigo Films y Wildcard Distribution en el Reino Unido e Irlanda, con una calificación de 15A de la Irish Film Classification Office. Charades se encargó de las licencias internacionales. Recaudó 12 000 dólares en 27 pantallas en su primera semana de lanzamiento en el Reino Unido. En octubre de 2023, estuvo disponible en Netflix en el Reino Unido.

## Recepción
En el Galway Film Fleadh de 2023, Apocalypse Clown ganó el premio a la Mejor Película Irlandesa.
Algunas críticas fueron positivas hacia la escritura, actuación, dirección y comedia. Simon Henderson de Blazing Minds le dio 4,5 estrellas y disfrutó del pathos, el humor y la dirección. Henderson creía que cada personaje contribuye a la historia y destacó a Funzo, quien «va desde la aparente inocencia hasta la aparente locura, a veces en la misma escena». Ian Sandwell de Digital Spy le dio cuatro estrellas y escribió que el sólido guion y el elenco respaldaban la «invención y la energía alocada». Sandwell elogió la actuación «trastornada e hilarante» de Palamides por su atención al detalle, el personaje «totalmente entrañable» de Earl y el «timing cómico» de Foley, pero criticó las escenas que separaron al trío.
Donald Clarke lo calificó con tres estrellas para The Irish Times, elogiando la variedad de payasos representados, el «trastorno bromista» de Palamides y la capacidad del director para sacar «lo mejor de los actores cómicos en situaciones poco probables». Sebastian Scotney de The Arts Desk elogió la película «divertida, fuera de lo común, más allá de lo vergonzoso» por sus «actores bien elegidos que interpretan personajes atractivamente extravagantes». Scotney comentó que los temas estuvieron influenciados por la pandemia, en la que se cuestionó la viabilidad del arte.
Otras críticas elogiaron la actuación, particularmente de Palamides, pero criticaron aspectos de la comedia o el guion. En una reseña de tres estrellas para The Guardian, Leslie Felperin calificó la película como una «farsa absurda» con humor desigual pero «una actuación bromista que roba escenas» de Palamides. Para The List, Emma Simmonds criticó la falta de «imaginación cinematográfica» de Kane y la comedia «al azar», pero dijo que la película tenía una trama «inspirada», buen ritmo y un reparto fuerte. Joel Harley de Starburst la calificó con tres estrellas y la describió como una road movie «única» con chistes que «se desgastan» a pesar de la energía de Palamides y la villanía «grandiosa» de Kaye.
Fionnuala Halligan de Screen Daily encontró una «insostenibilidad» en los bocetos «cada vez más absurdos» y poco conectados de la película, así como en la comedia trepidante pero desigual. Halligan dijo que «siempre valió la pena ver a Palamides» y Earl «se compromete a realizar una actuación encantadora y triste». En una reseña de dos estrellas, James Harvey de Why Now dijo que la película no logró encontrar «alegría en su sólida premisa», con un enfoque «deprimentemente mezquino» de sus personajes y un humor pueril y anticuado. Sin embargo, Harvey elogió las «risas y el corazón» de la actuación «terriblemente expresiva» de Palamides.